# Donkerbuiklantaarnhaai
De Donkerbuiklantaarnhaai of zwarte doornhaai (Etmopterus spinax) is een soort doornhaai.

## Kenmerken
De donkerbuiklantaarnhaai wordt zo genoemd omdat de zwarte onderzijde abrupt te onderscheiden is van de bruine kleur op de rest van haar lichaam. Het lichaam van deze soort is redelijk smal met een matig lange snuit en staart, en zeer kleine kieuwspleten. Hij heeft scherpe stekels aan de voorrand van de rugvinnen, maar de achterste rugvin en stekels zijn groter. Net als andere lantaarnhaaien is de donkerbuiklantaarnhaai bioluminiscent, de lichtgevende orgaantjes vormen een soort-specifiek patroon op haar flanken en buik. Van deze fotoforen wordt gedacht dat ze functioneren in contra-verlichting, die de haai tegen roofdieren camoufleert. Zij kunnen ook een rol spelen in sociale interacties. De haai is meestal niet groter dan 45 cm.

## Leefwijze
Jonge donkerbuiklantaarnhaaien voeden zich voornamelijk met krill en kleine beenvissen, de overstap naar inktvissen en garnalen volgt als ze groter worden. Er zijn aanwijzingen dat ook de individuen zich verplaatsen naar dieper water als ze ouder worden. Deze soort vertoont een aantal aanpassingen aan het leven in de diepzee, zoals gespecialiseerde T-cellen en levereiwitten om de hogere concentraties van zware metalen aldaar het hoofd te kunnen bieden. Donkerbuiklantaarnhaaien dragen vaak veel parasieten met zich mee.

## Verspreiding en leefgebied
De diepwaterhaai komt voor in de noordoostelijke Atlantische Oceaan, van IJsland en Noorwegen tot Gabon, op een diepte van 70 tot 2490 m. Ook in de Middellandse Zee komt de soort voor. Aan Zuid-Afrika is de soort gerapporteerd aan Kaapprovincie.

## Natuurbeschermingsstatus
De soort is ovovivipaar, de geboorte van een nest van zes tot twintig jongen gebeurt om de twee tot drie jaar. Deze soort heeft heel weinig waarde voor de beroepsvisserij, desondanks worden grote aantallen als bijvangst gevangen voor verwerking tot vismeel. In gebieden waar veel gevist wordt, is de druk op de populatie van deze zich relatief traag voortplantende haaien dan ook groot. De IUCN heeft overwogen de populatie in de noordoostelijke Atlantische Oceaan te beschouwen als gevoelig. De wereldpopulatie bevindt zich volgens de IUCN-normen nog niet in de gevarenzone.